# Liste des partis politiques belges francophones
Cet article présente les partis politiques belges francophones en activité. Lorsqu'ils ont une dimension bilingue ou nationale, ils sont également repris dans la liste des partis politiques belges bilingues.
La plupart des partis belges francophones se présentent aux élections en Communauté française de Belgique (Région bruxelloise et Région de langue française) mais aussi dans la Région de langue allemande (élections fédérales ou régionales). Certains se présentent en Région flamande (élections régionales, provinciales en Brabant flamand ou élections communales).

## Partis francophones parlementaires
À la suite des élections fédérales et régionales de 2024, six partis francophones disposent d'élus au Parlement fédéral, et/ou dans un parlement d'une entité fédérée (régions et communautés).
Durant la campagne électorale de 2024, le centre d'études RePresent — composé de politologues de cinq universités (UAntwerpen, KU Leuven, VUB, UCLouvain et ULB) — a étudié les programmes électoraux des douzeze principaux partis politiques belges, en ce compris les six principaux partis francophones. Cette étude a classé les partis sur deux axes « gauche-droite », de « - 5 » (extrême-gauche) à « 5 » (extrême-droite) : un axe socio-économique « classique », qui fait référence à l'intervention de l'État dans le processus économique, et au degré suivant lequel l'État doit assurer une égalité sociale, et un axe socio-culturel, qui fait référence à un clivage articulé autour d'une opposition identitaire autour de thèmes comme l'immigration, l'Europe, la criminalité, l'environnement, l'émancipation, etc.
| Parti                                | Parti                                    | Logo    | Représentation parlementaire | Représentation parlementaire | Président                                                                        | Idéologie                                                                                   | Positionnement en 2024 | Positionnement en 2024 | Positionnement en 2024 | Positionnement en 2024 | Affiliation européenne | Affiliation européenne |
| Parti                                | Parti                                    | Logo    | Représentation parlementaire | Représentation parlementaire | Président                                                                        | Idéologie                                                                                   | Socio-économique       | Socio-économique       | Socio-culturel         | Socio-culturel         | Parti                  | Groupe politique       |
| ------------------------------------ | ---------------------------------------- | ------- | ---------------------------- | ---------------------------- | -------------------------------------------------------------------------------- | ------------------------------------------------------------------------------------------- | ---------------------- | ---------------------- | ---------------------- | ---------------------- | ---------------------- | ---------------------- |
|                                      | Mouvement réformateur (MR)               |         | Chambre des représentants    | 19 / 150                     | Georges-Louis Bouchez                                                            | Libéralisme Libéral-conservatisme                                                           | 3,57                   | Droite                 | 1,35                   | Centre-droit           | ALDE                   | RE                     |
| Sénat                                | Mouvement réformateur (MR)               | 7 / 60  |                              |                              | Georges-Louis Bouchez                                                            | Libéralisme Libéral-conservatisme                                                           | 3,57                   | Droite                 | 1,35                   | Centre-droit           | ALDE                   | RE                     |
| Parlement wallon                     | Mouvement réformateur (MR)               | 26 / 75 |                              |                              | Georges-Louis Bouchez                                                            | Libéralisme Libéral-conservatisme                                                           | 3,57                   | Droite                 | 1,35                   | Centre-droit           | ALDE                   | RE                     |
| Parlement bruxellois                 | Mouvement réformateur (MR)               | 20 / 89 |                              |                              | Georges-Louis Bouchez                                                            | Libéralisme Libéral-conservatisme                                                           | 3,57                   | Droite                 | 1,35                   | Centre-droit           | ALDE                   | RE                     |
| Parlement de la Communauté française | Mouvement réformateur (MR)               | 31 / 94 |                              |                              | Georges-Louis Bouchez                                                            | Libéralisme Libéral-conservatisme                                                           | 3,57                   | Droite                 | 1,35                   | Centre-droit           | ALDE                   | RE                     |
|                                      | Parti socialiste (PS)                    |         | Chambre des représentants    | 16 / 150                     | Paul Magnette                                                                    | Socialisme Social-démocratie                                                                | -3,57                  | Gauche                 | -3,46                  | Gauche                 | PSE                    | S&D                    |
| Sénat                                | Parti socialiste (PS)                    | 6 / 60  |                              |                              | Paul Magnette                                                                    | Socialisme Social-démocratie                                                                | -3,57                  | Gauche                 | -3,46                  | Gauche                 | PSE                    | S&D                    |
| Parlement wallon                     | Parti socialiste (PS)                    | 19 / 75 |                              |                              | Paul Magnette                                                                    | Socialisme Social-démocratie                                                                | -3,57                  | Gauche                 | -3,46                  | Gauche                 | PSE                    | S&D                    |
| Parlement bruxellois                 | Parti socialiste (PS)                    | 16 / 89 |                              |                              | Paul Magnette                                                                    | Socialisme Social-démocratie                                                                | -3,57                  | Gauche                 | -3,46                  | Gauche                 | PSE                    | S&D                    |
| Parlement de la Communauté française | Parti socialiste (PS)                    | 23 / 94 |                              |                              | Paul Magnette                                                                    | Socialisme Social-démocratie                                                                | -3,57                  | Gauche                 | -3,46                  | Gauche                 | PSE                    | S&D                    |
|                                      | Parti du travail de Belgique (PTB)       |         | Chambre des représentants    | 15 / 150                     | Raoul Hedebouw                                                                   | Marxisme Communisme                                                                         | -4,29                  | Gauche radicale        | -2,88                  | Gauche                 | Aucun                  | GUE/NGL                |
| Sénat                                | Parti du travail de Belgique (PTB)       | 6 / 60  |                              |                              | Raoul Hedebouw                                                                   | Marxisme Communisme                                                                         | -4,29                  | Gauche radicale        | -2,88                  | Gauche                 | Aucun                  | GUE/NGL                |
| Parlement wallon                     | Parti du travail de Belgique (PTB)       | 8 / 75  |                              |                              | Raoul Hedebouw                                                                   | Marxisme Communisme                                                                         | -4,29                  | Gauche radicale        | -2,88                  | Gauche                 | Aucun                  | GUE/NGL                |
| Parlement bruxellois                 | Parti du travail de Belgique (PTB)       | 15 / 89 |                              |                              | Raoul Hedebouw                                                                   | Marxisme Communisme                                                                         | -4,29                  | Gauche radicale        | -2,88                  | Gauche                 | Aucun                  | GUE/NGL                |
| Parlement de la Communauté française | Parti du travail de Belgique (PTB)       | 12 / 94 |                              |                              | Raoul Hedebouw                                                                   | Marxisme Communisme                                                                         | -4,29                  | Gauche radicale        | -2,88                  | Gauche                 | Aucun                  | GUE/NGL                |
|                                      | Les Engagés                              |         | Chambre des représentants    | 14 / 150                     | Yvan Verougstraete                                                               | Social-libéralisme Humanisme                                                                | 0,24                   | Centre                 | -0,77                  | Centre                 | PDE                    | RE                     |
| Sénat                                | Les Engagés                              | 5 / 60  |                              |                              | Yvan Verougstraete                                                               | Social-libéralisme Humanisme                                                                | 0,24                   | Centre                 | -0,77                  | Centre                 | PDE                    | RE                     |
| Parlement wallon                     | Les Engagés                              | 17 / 75 |                              |                              | Yvan Verougstraete                                                               | Social-libéralisme Humanisme                                                                | 0,24                   | Centre                 | -0,77                  | Centre                 | PDE                    | RE                     |
| Parlement bruxellois                 | Les Engagés                              | 8 / 89  |                              |                              | Yvan Verougstraete                                                               | Social-libéralisme Humanisme                                                                | 0,24                   | Centre                 | -0,77                  | Centre                 | PDE                    | RE                     |
| Parlement de la Communauté française | Les Engagés                              | 19 / 94 |                              |                              | Yvan Verougstraete                                                               | Social-libéralisme Humanisme                                                                | 0,24                   | Centre                 | -0,77                  | Centre                 | PDE                    | RE                     |
|                                      | Ecolo                                    |         | Chambre des représentants    | 2 / 150                      | - Samuel Cogolati - Marie Lecocq                                                 | Écologie politique                                                                          | -3,81                  | Gauche                 | -4,62                  | Gauche radicale        | EGP                    | Verts/ALE              |
| Sénat                                | Ecolo                                    | 1 / 60  |                              |                              | - Samuel Cogolati - Marie Lecocq                                                 | Écologie politique                                                                          | -3,81                  | Gauche                 | -4,62                  | Gauche radicale        | EGP                    | Verts/ALE              |
| Parlement wallon                     | Ecolo                                    | 5 / 75  |                              |                              | - Samuel Cogolati - Marie Lecocq                                                 | Écologie politique                                                                          | -3,81                  | Gauche                 | -4,62                  | Gauche radicale        | EGP                    | Verts/ALE              |
| Parlement bruxellois                 | Ecolo                                    | 7 / 89  |                              |                              | - Samuel Cogolati - Marie Lecocq                                                 | Écologie politique                                                                          | -3,81                  | Gauche                 | -4,62                  | Gauche radicale        | EGP                    | Verts/ALE              |
| Parlement de la Communauté française | Ecolo                                    | 7 / 94  |                              |                              | - Samuel Cogolati - Marie Lecocq                                                 | Écologie politique                                                                          | -3,81                  | Gauche                 | -4,62                  | Gauche radicale        | EGP                    | Verts/ALE              |
|                                      | Démocrate fédéraliste indépendant (DéFI) |         | Chambre des représentants    | 1 / 150                      | Sophie Rohonyi                                                                   | Défense des francophones Social-libéralisme                                                 | -1,67                  | Centre-gauche          | -2,12                  | Gauche                 | Aucun                  | Aucun                  |
| Sénat                                | Démocrate fédéraliste indépendant (DéFI) | 0 / 60  |                              |                              | Sophie Rohonyi                                                                   | Défense des francophones Social-libéralisme                                                 | -1,67                  | Centre-gauche          | -2,12                  | Gauche                 | Aucun                  | Aucun                  |
| Parlement wallon                     | Démocrate fédéraliste indépendant (DéFI) | 0 / 75  |                              |                              | Sophie Rohonyi                                                                   | Défense des francophones Social-libéralisme                                                 | -1,67                  | Centre-gauche          | -2,12                  | Gauche                 | Aucun                  | Aucun                  |
| Parlement bruxellois                 | Démocrate fédéraliste indépendant (DéFI) | 5 / 89  |                              |                              | Sophie Rohonyi                                                                   | Défense des francophones Social-libéralisme                                                 | -1,67                  | Centre-gauche          | -2,12                  | Gauche                 | Aucun                  | Aucun                  |
| Parlement de la Communauté française | Démocrate fédéraliste indépendant (DéFI) | 0 / 94  |                              |                              | Sophie Rohonyi                                                                   | Défense des francophones Social-libéralisme                                                 | -1,67                  | Centre-gauche          | -2,12                  | Gauche                 | Aucun                  | Aucun                  |
|                                      | Libres et responsables (LIB·RES)         |         | Chambre des représentants    | 0 / 150                      | Olivier Maingain Delphine De Valkeneer Marc Cools Brice Kotsifakos Vandenbroucke | Social-libéralisme progressisme Laïcité défense de la région bruxelloise Démocratie directe | -                      | -                      | -                      | -                      | Aucun                  | Aucun                  |
| Sénat                                | Libres et responsables (LIB·RES)         | 0 / 60  |                              |                              | Olivier Maingain Delphine De Valkeneer Marc Cools Brice Kotsifakos Vandenbroucke | Social-libéralisme progressisme Laïcité défense de la région bruxelloise Démocratie directe | -                      | -                      | -                      | -                      | Aucun                  | Aucun                  |
| Parlement wallon                     | Libres et responsables (LIB·RES)         | 0 / 75  |                              |                              | Olivier Maingain Delphine De Valkeneer Marc Cools Brice Kotsifakos Vandenbroucke | Social-libéralisme progressisme Laïcité défense de la région bruxelloise Démocratie directe | -                      | -                      | -                      | -                      | Aucun                  | Aucun                  |
| Parlement bruxellois                 | Libres et responsables (LIB·RES)         | 0 / 89  |                              |                              | Olivier Maingain Delphine De Valkeneer Marc Cools Brice Kotsifakos Vandenbroucke | Social-libéralisme progressisme Laïcité défense de la région bruxelloise Démocratie directe | -                      | -                      | -                      | -                      | Aucun                  | Aucun                  |
| Parlement de la Communauté française | Libres et responsables (LIB·RES)         | 1 / 94  |                              |                              | Olivier Maingain Delphine De Valkeneer Marc Cools Brice Kotsifakos Vandenbroucke | Social-libéralisme progressisme Laïcité défense de la région bruxelloise Démocratie directe | -                      | -                      | -                      | -                      | Aucun                  | Aucun                  |

## Partis sans élus aux parlements

### Partis d'extrême droite
- Chez Nous, nationalisme, conservatisme, solidarisme[6].
- Nation, néofasciste[7], identitaire, solidariste.
- Défense Nationale, nationalisme, conservatisme, identitaire
- AGIR, régionaliste[8], national-populiste.
- Parti communautaire national-européen, national-bolchéviste.
- Les Belges D'abord, national-populiste[9],[10],[11].
- Agora Erasmus, membre du Mouvement LaRouche, national-populiste[12].
- Front Wallon (FW), national-populiste[réf. nécessaire].
- Parti National Européen / La Dissidence de Nation, nationalisme européen[13],[14],[15].
- Mouvement pour l'Éducation, fondamentaliste[16].

### Partis dedroite
- Libéraux Démocrates (Lidem), libéral-conservateur[17].
- Belgische Unie - Union belge (BUB), royaliste.
- Mouvement pour l'indépendance de la Belgique, souverainiste[18].
- Parti Neutre Belxit, souverainiste[19].
- Droite Conservatrice, national-conservateur[20],[21].
- Droite Populaire, populiste de droite[22].
- Liste Turquoise, libertarien[23].

### Partiscentristes
- Libres et responsables (LIB·RES), sociaux-libéraux, défense de la Région de Bruxelles-Capitale.
- Union des francophones (UF - cartel composé de quatre entités : DéFI, Les Engagés, MR et PS), communautariste.
- Volt (branche belge), fédéraliste européen[24].

### Partis degauche
- Mouvement DEMAIN (issu de la fusion du Mouvement VEGA et du Mouvement de gauche), écosocialiste.
- Coopérative politique VEGA, écosocialiste.

### Partis d'extrême gauche
- Parti socialiste de lutte (PSL), trotskiste.
- Gauche anticapitaliste (ex-Ligue communiste révolutionnaire), trotskiste.
- Parti communiste (PC), communiste.
- Lutte Ouvrière[25], trotskiste.
- Rupture et Renouveau[26], communiste.

### Partis inclassables et "attrape-tout"
- l'Unie[27],[28], unitarisme.
- Agora, démocratie directe, assemblées de citoyens tirés au sort.
- Collectif Citoyen[29].
- Transparence[30], fondé par Claude Archer.
- PlanB[31], association citoyenne bruxelloise.
- Reprise en Main Citoyenne (RMC)[32].
- Parti Blanco[33], reconnaissance du vote blanc au sein du parlement.
- Mouvement Citoyen Wallon (MCW)[34], association citoyenne apolitique.
- DierAnimal, animaliste.
- Viva Palestina![35], antisioniste, fondé par Dyab Abou Jahjah.
- Team Fouad Ahidar.
- Éveil[36], complotiste.

## Partis disparus

### Partis d'extrême droite
- Debout les Belges (DLB, 2013-2014), fondé par Laurent Louis.
- Parti du Peuple Liégeois, nationaliste.
- Parti France
- Parti populaire (PP, 2009-2019)[37].
- Rassemblement populaire wallon[38].
- Républicains.
- Wallonie d'Abord.

### Partis dedroite
- Chrétien[39].
- Chrétiens démocrates fédéraux (CDF, 2002-2013)[40].
- Parti libertarien (PLib, 2012-2023), libertarien.

### Partis d'extrême gauche
- Wallonie insoumise, souverainiste populiste[41],[42],[43].

### Partis inclassables et "attrape-tout"
- Parti pirate, réforme de la propriété intellectuelle, cyberdémocratie.
- Union pour la Wallonie (2004-2010).
- Rassemblement Wallonie France, républicain rattachiste.
- Oxygène - Alternative Citoyenne[44] a intégré Collectif Citoyen.
- ISLAM, islamiste.